# Pedicularis wilhelmsiana
Pedicularis wilhelmsiana är en snyltrotsväxtart som beskrevs av Fisch. och Friedrich August Marschall von Bieberstein. Pedicularis wilhelmsiana ingår i släktet spiror, och familjen snyltrotsväxter. Inga underarter finns listade i Catalogue of Life.